# Airglow (letadlo)
Airglow je letadlo poháněné lidskou silou, které bylo postaveno na přelomu osmdesátých a devadesátých let 20. století ve Velké Británii. Tento letoun dosud létá.

## Historie
Lidskou silou poháněná letadla bývají většinou stavěná v prostředí technických univerzit a také Airglow byl navržen již počátkem roku 1987 Johnem McIntyrem z Cambridge. V tomto případě se ovšem nejednalo o projekt univerzity, ale o soukromou invenci jediného studenta. Zároveň se po dlouhé době jednalo o první takový letoun, který nebyl primárně stavěn pro získání některé z Kremerových cen.
Byl postaven pouze Johnem McIntyrem s pomocí jeho bratra Marka (oba již měli zkušenosti se stavbou leteckých modelů) a malého týmu nadšenců. Ještě v roce 1987 tento projekt získal jako svého sponzora britskou Royal Aeronautical Society (Královskou leteckou společnost). V září 1989 byly provedeny zátěžové zkoušky křídla a celé letadlo bylo dokončeno v červnu 1990. První let proběhl na druhý pokus dne 21. července 1990 na Duxford airfield Cambridgeshire (pilot Nick Weston).
Konstrukčně je toto letadlo hornoplošník klasické koncepce s tlačnou vrtulí umístěnou na kýlu mezi křídlem a ocasními plochami. Ocasní plochy jsou zde ve tvaru kříže (+). Při letových testech byl použit také motorový pohon (Laser 120 V twin power).

## Zajímavosti
- John McIntyre byl přítomen úspěšnému pokusu letadla MIT Daedalus o přelet z Kréty na ostrov Santorini.

### Technické údaje
- Délka: ?
- Výška: ?
- Rozpětí: 25-26,2 m
- Plocha křídla: 22,5-23,6 m²
- Koeficient štíhlosti křídla: 27,78
- Hmotnost (prázdná): 31–34 kg
- Hmotnost (s pilotem): 93,16 kg
- Vrtule: dvoulistá
- Rychlost: 25,7 km/h
- Profil křídla: DAI1335/DAI1336